# Anthony Van Laast
Anthony Vivian Van Laast (31 maggio 1951) è un coreografo britannico.

## Biografia
Nato nel Sussex, Anthony Van Laast studiò danza alla London school of Contemporary Dance. Nel corso della sua carriera ha lavorato prevalentemente come coreografo di musical a Broadway e nel West End londinese, curando le coreografie, tra i molti, di Sister Act (2009), Mamma Mia! (1999), Joseph and the Amazing Technicolor Dreamcoat (1993), Annie Get Your Gun (1986) e Song & Dance (1982). Nel 1979 ha coreografato il concerto di Kate Bush The Tour of Life.
Per le sue coreografie a Broadway dei musical Bombay Dreams e Tina – The Tina Turner Musical ha ricevuto due candidature al Tony Award alla miglior coreografia nel 2004 e nel 2021. Sulle scene londinesi le sue coreografie per Joseph and the Amazing Technicolor Dreamcoat (1992), L'opera del mendicante (1994) e Sister Act (2010) gli sono valse tre nomination al Laurence Olivier Award al miglior coreografo.
Per il grande schermo ha curato le coreografie di diversi film, tra cui La principessa degli intrighi, Mamma mia!, Le bella e la bestia, Mamma Mia! Ci risiamo e L'inganno perfetto.